# Samea ecclesialis
Samea ecclesialis is een vlinder uit de familie van de grasmotten (Crambidae). De wetenschappelijke naam van de soort is voor het eerst gepubliceerd in 1854 door Achille Guenée. De lengte van de voorvleugel varieert van 8,5 tot 11 millimeter.

## Verspreiding
De soort komt voor in het zuidoosten van de Verenigde Staten, de Caraïben, Midden-Amerika en Zuid-Amerika tot in het zuiden van Brazilië. In Florida wordt deze soort vaak vliegend aangetroffen in graslanden.

## Waardplanten
De rupsen leven op Richardia brasiliensis.